# Коктал (средневековое городище)
Средневековое городище Коктал является одним из последних городов-аванпостов, стоявшем в цепочке таких городов как Талхиз, Лавр, Чилик и Чунджа на пути Великого шёлкового пути. Городище являлось международным и многоконфессиональным поселением, так как на территории городища проживали мусульмане, христиане, буддисты и манихейцы. Городище относится к третьей ветке пути Великого Шелкового Пути и соединяет средневековый город Иланбалык (Илибалык), современный город Жаркент (бывшая деревня Панфилов) и Китайскую народную республику — города Кульджа и Турфан.

## История и описание памятника
Город Алматы и городище Тальхир являлись узловыми центрами Жетысу от которых в Китай вело много путей, но основных веток было три. Городище Коктал относится к основной, третьей ветке. Третье направление — «Иланбалыкское», проходило через Чилик к Чарыну, затем к переправе Борохудзир через село Коктал в деревню Панфилово (ныне Жаркент и Хоргос) и оттуда в Кульджу и Турфан. Иланбалыкское и Чунджинское направления связаны караванным путем с долиной Иссык-Куль (современная Киргизия).
В настоящее время городище окружено лесным массивом. Городище отличается от других своей формой. Городище имеет форму овала, длина окружности 660 х 420 метров. Хорошо сохранились фундаменты домов и стены, а также местами можно найти жженый кирпич и керамику. Городище датируется VIII—XIII в. н.э.  Полные раскопки на данном участке еще не были произведены в полном объеме.
Памятник находится под охраной государства и включен в Государственный список памятников истории и культуры местного значения Алматинской области.